# Colane
Colane (in italiano anche Collane, desueto, in croato Kolan, già Kolane), è un comune della Croazia nella regione zaratina. È stato costituito nel 2007 come scissione dal comune di Pago.

## Località
Il comune di Colane è suddiviso in 3 frazioni (naselja), di seguito elencate. Tra parentesi il nome in lingua italiana, spesso desueto.
- Kolan (Colane)
- Kolanski Gajac
- Mandre (Mandrie[1][5])